# Popu Lady
Popu Lady là một nhóm nhạc nữ năm thành viên của Đài Loan. Nhóm được thành lập năm 2012, do công ty HIM International Music quản lý. Tên nhóm là viết tắt của cụm từ tiếng Anh "popular lady" (tức quý cô nổi tiếng), vốn diễn tả khao khát của nhóm muốn đạt được sự nổi tiếng thông qua các bài hát của mình, và cũng là nhằm thể hiện ngoại hình vừa nữ tính vừa trưởng thành.

## Thành viên
| Tên thành viên | Thông tin                                                               |
| -------------- | ----------------------------------------------------------------------- |
| Hồng Thi       | - Nơi sinh: Trung Hoa Dân Quốc - Vị trí: Hát phụ, rap chính, nhảy chính |
| Đại Nguyên     | - Nơi sinh: Trung Hoa Dân Quốc - Vị trí: Trưởng nhóm, hát phụ           |
| Bảo Nhi        | - Nơi sinh: Trung Hoa Dân Quốc - Vị trí: Hát trưởng, nhảy trưởng        |
| Đình Huyên     | - Nơi sinh: Trung Hoa Dân Quốc - Vị trí: Hát phụ, rap phụ               |
| Vũ San         | - Nơi sinh: Trung Hoa Dân Quốc - Vị trí: Hát chính, rap trưởng          |

- Hồng Thi (洪詩, sinh ngày 7 tháng 1 năm 1988, tên thật là 洪詩涵 Hồng Thi Hàm) tốt nghiệp chuyên ngành quản lý khách sạn tại trường Đại học Khoa học và Công nghệ Cảnh Văn. Cô gia nhập ngành giải trí năm 2005 trong vai trò là MC của các chương trình âm nhạc và nằm trong chương trình thử giọng Tôi yêu Hắc Sáp Hội (我愛黑澀會).[1] Cô ký hợp đồng với hãng HIM International Music vào năm 2011. Năm 2014, cô từng xuất hiện trong video âm nhạc "Don't Cry" của nam ca sĩ Ngô Tư Hiền và có vai diễn trong bộ phim truyền hình Đài Loan Say I Love You. Năm 2015, cô đảm nhận vai diễn khách mời Maggie trong bộ phim Hương vị tình yêu.
- Đại Nguyên (大元, sinh ngày 14 tháng 11 năm 1989, tên thật là 林盈臻 Lâm Doanh Trăn), trưởng nhóm,[3] học luật tại trường Đại học Công giáo Phụ Nhân nhưng đã bỏ học trước khi tốt nghiệp. Cô ra mắt năm 2010 trong talk show University.[1] Năm 2011, cô xuất bản cuốn sách ảnh cá nhân có tựa đề Girl Friend - Bạn gái đầy sức sống (tiếng Hoa: Girl Friend~元氣女友). Cô ra mắt với vai trò diễn viên vào năm 2012, đảm nhận vai diễn trong các bộ phim truyền hình Đối Mặt năm 2013 và Tình yêu không khoảng cách năm 2015.
- Bảo Nhi (寶兒, sinh ngày 7 tháng 1 năm 1990, tên thật là 吳昀廷 Ngô Quân Đình) tốt nghiệp Đại học Khang Ninh. Cô vốn là người mẫu áo tắm làm điểm nhấn trong chương trình Unbeatable Youth năm 2008.[1]
- Đình Huyên (庭萱, sinh ngày 19 tháng 3 năm 1990, tên thật là 陳庭萱 Trần Đình Huyên) tốt nghiệp Đại học Nhà hàng, Khách sạn và Lưu trú Quốc gia Cao Hùng hệ quản lý dịch vụ hàng không và vận tải. Năm 2016, cô từng xuất hiện trong video âm nhạc "Ngày lễ Tình nhân của chúng ta" (tiếng Hoa: 我們的情人節) của nam ca sĩ Điền Á Hoắc.[4]
- Vũ San (宇珊, sinh ngày 8 tháng 6 năm 1991, tên thật là 劉宇珊 Lưu Vũ San) học ngành kinh doanh tại trường Đại học Công giáo Trung Nguyên. Sau khi xuất hiện trong video Street Watch (Đồng hồ đường phố) của hãng Juksy, cô đã ra mắt khán giả trong chương trình tạp kỹ University năm 2011 và gia nhập công ty HIM International Music năm 2012.[1] Năm 2013, cô xuất hiện trong video âm nhạc "Đài Bắc mộng mơ" (tiếng Hoa: 台北沉睡了) của nam ca sĩ Viêm Á Luân. Năm 2014, cô thể hiện ca khúc "Tiến về phía trước (phiên bản retro)" (tiếng Hoa: 向前走 (穿越復古版)) cho bộ phim truyện Dadaocheng.

## Danh sách đĩa nhạc

### Đĩa mở rộng
| Tựa đề                        | Chi tiết                                                                      | Danh sách các phần |
| ----------------------------- | ----------------------------------------------------------------------------- | --- |
| Keep Keep Loving (一直一直愛) | - Phát hành ngày: 14 tháng 12 năm 2012 - Hãng thu âm: HIM International Music | Danh sách bài hát 1. Lady First 2. Kiss Me 3. Want to Turn to an Apple (好想變蘋果) 4. Keep Keep Loving (一直一直愛) 5. La La La (啦啦啦) 6. The Happiness is Just Enough (這樣的幸福剛剛好) |
| Popu Future (小未來)          | - Phát hành ngày: 13 tháng 9 năm 2013 - Hãng thu âm: HIM International Music  | Danh sách bài hát 1. Popu Future (小未來) 2. Mama Gave Me a Guitar 2013 (媽媽送我一個吉他2013) 3. Love Bomb (戀愛元氣彈) 4. Rock Your Night 5. Melted (融化了)                               |
| More                          | - Phát hành ngày: 22 tháng 8 năm 2014 - Hãng thu âm: HIM International Music  | Danh sách bài hát 1. More 2. Come Dance With Me (越跳越愛) 3. Just Say It 4. Different When With You (好好)                                                                                  |
| Gossip Girls                  | - Phát hành ngày: 20 tháng 11 năm 2015 - Hãng thu âm: HIM International Music | Danh sách bài hát 1. Excuse Me 2. Gossip Girls (花邊女孩) 3. Popu OK Boom (POPU OK繃) 4. Don't Say Goodbye (我不要) 5. All About Him (妳說他)                                                |

### Đĩa đơn kỹ thuật số
| Tựa đề                         | Năm  | Album                              |
| ------------------------------ | ---- | ---------------------------------- |
| "Just Say It"                  | 2014 | Nhạc phim Say I Love You           |
| "All About Him" (妳說他)       | 2015 | Nhạc phim Thời đại của chúng ta    |
| "Excuse Me" (ft. Mao Đệ)       | 2015 | Gossip Girls                       |
| "Popu OK Boom" (POPU OK繃)     | 2015 | Gossip Girls                       |
| "Don't Say Goodbye" (我不要)   | 2015 | Gossip Girls                       |
| "Gossip Girls" (花邊女孩)      | 2015 | Gossip Girls                       |
| "Conquered Love" (愛.接招)     | 2015 | Nhạc phim Phải lấy được em         |
| "Falling for You" (栽在你手裡) | 2017 | Nhạc phim Nghỉ! Nghiêm! Anh yêu em |

### Video âm nhạc
| Năm  | Tiêu đề                                             |
| ---- | --------------------------------------------------- |
| 2012 | "Keep Keep Loving" (一直一直愛)                     |
| 2012 | "Kiss Me"                                           |
| 2013 | "Lady First"                                        |
| 2013 | "Want to Turn to an Apple" (好想變蘋果)             |
| 2013 | "Love Bomb" (戀愛元氣彈)                            |
| 2013 | "Mama Gave Me a Guitar 2013" (媽媽給我一個吉他2013) |
| 2013 | "Melted" (融化了)                                   |
| 2014 | "Different When With You" (好好)                    |
| 2014 | "More" (多多)                                       |
| 2014 | "More (Dance Version)"                              |
| 2014 | "Just Say It"                                       |
| 2015 | "All About Him (Lyrics Version)" (你說他)           |
| 2015 | "All About Him" (你說他)                            |
| 2015 | "Don't Say Goodbye" (我不要 Don't Say Goodbye)      |
| 2015 | "Gossip Girls"                                      |
| 2015 | "Gossip Girls (Dance Version)"                      |

## Giải thưởng và đề cử
| Năm  | Giải thưởng                                              | Hạng mục                                                        | Người nhận giải          | Kết quả   | Tham khảo     |
| ---- | -------------------------------------------------------- | --------------------------------------------------------------- | ------------------------ | --------- | ------------- |
| 2013 | Singapore Hit Awards                                     | Bài hát được tải về nhiều nhất                                  | Want to Turn to an Apple | Đề cử     | [ 6 ] [ 7 ]   |
| 2014 | 2013 MusicRadio China TOP ranking                        | Nhóm nhạc sinh viên nổi tiếng nhất năm từ Hồng Kông và Đài Loan | Popu Lady                | Đoạt giải | [ 8 ]         |
| 2014 | 2013 MusicRadio China TOP ranking                        | Nhóm nhạc nổi tiếng nhất năm từ Hồng Kông và Đài Loan           | Popu Lady                | Đề cử     | [ 8 ]         |
| 2014 | 2013 MusicRadio China TOP ranking                        | Nhóm nhạc xuất sắc nhất năm từ Hồng Kông và Đài Loan            | Popu Lady                | Đề cử     | [ 8 ]         |
| 2014 | Singapore Entertainment Awards                           | Nhóm nhạc nổi tiếng nhất                                        | Popu Lady                | Đề cử     | [ 9 ]         |
| 2014 | Singapore Entertainment Awards                           | MV phổ biến nhất - Mảng C-pop                                   | Love Bomb                | Đề cử     | [ 10 ]        |
| 2014 | Hito Pop Music Awards                                    | Nhóm nhạc có nhiều tiềm năng nhất                               | Popu Lady                | Đoạt giải | [ 11 ] [ 12 ] |
| 2014 | Hito Pop Music Awards                                    | Nhóm nhạc nổi tiếng nhất                                        | Popu Lady                | Đề cử     | [ 11 ] [ 12 ] |
| 2015 | Global Chinese Music Golden Chart                        | Lựa chọn của đại chúng - Mảng Nhóm nhạc mới                     | Popu Lady                | Đề cử     | [ 13 ] [ 14 ] |
| 2015 | Hito Pop Music Awards                                    | Nhóm nhạc nổi tiếng nhất                                        | Popu Lady                | Đề cử     | [ 15 ] [ 16 ] |
| 2015 | Hito Pop Music Awards                                    | Nhóm nhạc sinh viên nổi tiếng                                   | Popu Lady                | Đoạt giải | [ 17 ] [ 18 ] |
| 2015 | Milk Awards                                              | Nghệ sĩ/Nhóm nhạc nổi tiếng của năm                             | Popu Lady                | Đoạt giải | [ 19 ]        |
| 2015 | 2014 MusicRadio China TOP ranking                        | Nhóm nhạc nổi tiếng nhất năm                                    | Popu Lady                | Đề cử     | [ 20 ] [ 21 ] |
| 2015 | 2014 MusicRadio China TOP ranking                        | Nhóm nhạc sinh viên nổi tiếng nhất năm                          | Popu Lady                | Đề cử     | [ 20 ] [ 21 ] |
| 2015 | 2014 MusicRadio China TOP ranking                        | Nhóm nhạc xuất sắc nhất năm                                     | Popu Lady                | Đề cử     | [ 20 ] [ 21 ] |
| 2016 | Hito Pop Music Awards                                    | Nhóm nhạc nổi tiếng nhất                                        | Popu Lady                | Đề cử     | [ 22 ] [ 23 ] |
| 2016 | 2015 MusicRadio China TOP ranking                        | Nhóm nhạc nổi tiếng nhất năm                                    | Popu Lady                | Đề cử     | [ 24 ] [ 25 ] |
| 2016 | 2015 MusicRadio China TOP ranking                        | Nhóm nhạc sinh viên nổi tiếng nhất năm                          | Popu Lady                | Đề cử     | [ 24 ] [ 25 ] |
| 2016 | Giải thưởng của Bảng xếp hạng Ca khúc tiếng Hoa Toàn cầu | Nhóm nhạc nổi tiếng nhất                                        | Popu Lady                | Đề cử     | [ 26 ] [ 27 ] |